# Thymallus ligericus
Ombre d'Auvergne, Ombre de la Loire
Espèce
Statut de conservation UICN

 NE : Non évalué
Thymallus ligericus, l’Ombre d'Auvergne ou l’Ombre de la Loire, est une espèce de poissons actinoptérygiens de la famille des Salmonidae.

## Description
Ce ombre peut mesurer 33,7 cm en longueur standard (SL).

## Répartition
Ce poisson d'eau douce est originellement endémique de la partie montagneuse du bassin de la Loire, dans le Midi de la France. Il est présent dans les cours supérieurs de l'Allier, de la Loire et de la Vienne.
Il semble avoir disparu de la Besbre, dans le département de l'Allier.
Il a été introduit dans la Corrèze, dans le bassin de la Dordogne.

## Taxonomie

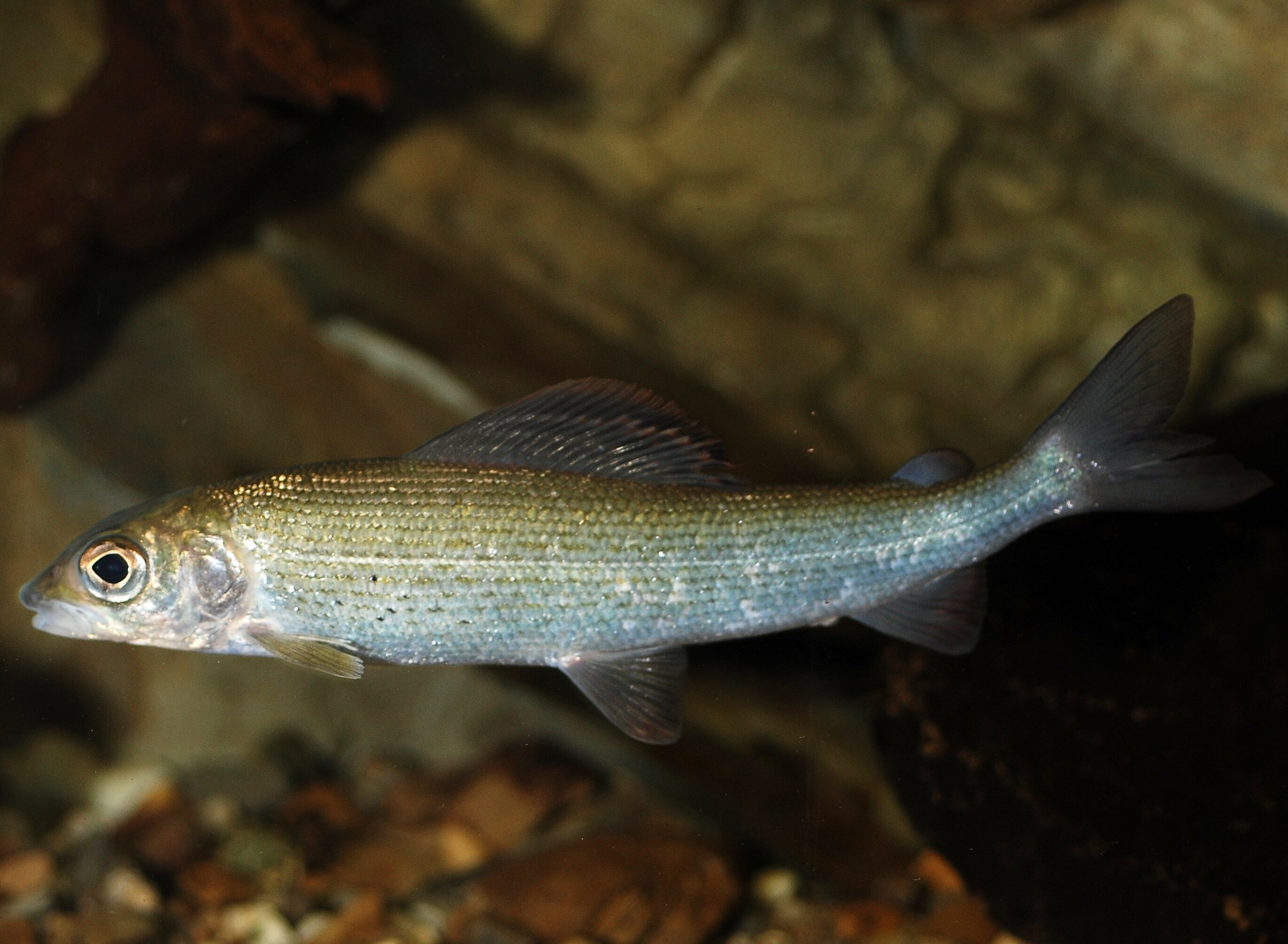
Ombre commun, une espèce apparentée à l'Ombre d'Auvergne.

L'espèce a été décrite en 2019 par les biologistes Henri Persat (d), Steven Weiss (d), Elsa Froufe (d), Giulia Secci-Petretto (d) et Gaël P. J. Denys (d).
Les noms vernaculaires attestés en français sont « Ombre d'Auvergne » et « Ombre de la Loire »,.
Il a été distingué de l'Ombre commun (Thymallus thymallus), qui a une aire de répartition plus répandue et plus septentrionale en Europe.

### Étymologie
L'épithète spécifique ligericus vient du terme « ligérien », qui est l'adjectif relatif à la Loire, fleuve englobant l'aire de répartition de cette espèce.

### Publication originale
- (en + fr) Henri Persat, Steven Weiss, Elsa Froufe, Giulia Secci-Petretto et Gaël P. J. Denys, « A third European species of grayling (Actinopterygii, Salmonidae), endemic to the Loire River basin (France), Thymallus ligericus n. sp. », Cybium, Paris, Société française d'ichtyologie, vol. 43, no 3,‎ octobre 2019, p. 233-238 (DOI 10.26028/cybium/2019-433-004, lire en ligne [PDF], consulté le 16 mai 2024) (protologue).